# Hôtel Fajole
L’hôtel Fajole est un hôtel particulier situé au no 13 rue des Fleurs, dans le centre historique de Toulouse. Construit au milieu du xviiie siècle, il constitue un ensemble homogène, typique de l'architecture classique tardive toulousaine. Il conserve cependant des éléments plus anciens, de styles gothique et Renaissance, témoins des immeubles précédents.

## Histoire
Jean-Claude-Anselme Fajole (1701-1770) est le fils de Jean de Fajole, seigneur de la Ferrière et maire perpétuel de Saint-Geniez-d'Olt, dans le Rouergue, devenu contrôleur de la chancellerie du parlement de Toulouse en 1701. Il a épousé l'année précédente Catherine de Balsac. 
Jean-Claude-Anselme Fajole, après avoir terminé ses études de droit, devient lui-même conseiller au parlement. Il est aussi seigneur de Puylausic. Il reste manifestement lié au Rouergue, puisqu'il achète en 1731 la seigneurie d'Aurelle.  
En 1744, il achète deux immeubles de la rue des Fleurs entre les rues des Azes et Antoine-Darquier, ainsi qu'un immeuble en arrière qui a issue dans ces deux rues. Il les réunit afin de faire construire un vaste hôtel particulier dans le goût de l'époque. À sa mort, en 1770, l'hôtel est transmis à son fils, Jean-François-Marie Fajole de Pordéac, devenu conseiller au parlement après en avoir acheté la charge en 1788 pour 31 000 livres. 
L'hôtel est aujourd'hui le siège de la Maison de l'Avocat. Il est utilisé par plusieurs associations d'avocats, telles que l'ordre des avocats  de la cour d'assises de Toulouse.

## Description
En 1744, les travaux de construction de l'hôtel de Jean-Claude-Anselme Fajole provoquent la destruction d'une partie des immeubles précédents et remodèlent complètement leur structure. Les parties les plus anciennes de ces constructions se trouvent dans les deux anciens immeubles de la rue Darquier. L'immeuble à l'angle de la rue des Fleurs (no 14) a conservé une corniche en pierre gothique et une petite fenêtre à accolade du même style, qui pourraient dater du XVe siècle. L'immeuble a cependant été repris au XVIIe siècle, tout comme l'immeuble voisin, (no 12) où on trouve encore trois fenêtres à meneaux sculptés de la Renaissance tardive et ornés de motifs végétaux et anthropomorphes. L'élévation est couronnée d'une corniche à modillons.
Le corps de bâtiment principal, no 13 rue des Fleurs, a été construit en 1744. Il s'élève sur deux étages carrés et présente une façade régulière de douze travées. La porte cochère, en pierre, est centrale. Elle est surmontée d'un mascaron sculpté d'une tête d'Hercule. Au premier étage, les agrafes des fenêtres de la façade sur rue sont ornées de motifs végétaux.
Les différents corps de bâtiment s'organisent autour d'une vaste cour rectangulaire à l'aspect monumental. La façade sud de la cour a été dotée d'une galerie de bois au XIXe siècle, qui masque aujourd'hui l'avant-corps.